# Joanna Cole
Joanna Cole (Newark, 11 d'agost de 1944 - Sioux City, 12 de juliol de 2020), també coneguda pel pseudònim B. J. Barnet fou una escriptora estatunidenca de literatura infantil coneguda per la col·lecció The Magic School Bus. La seva obra comprèn més de 250 llibres.
Joanna Cole va créixer prop d'East Orange. Va estudiar a la Universitat de Massachusetts, a la Universitat d'Indiana, i al City College de Nova York, on es va graduar en psicologia. Després de graduar-se va treballar de mestra d'educació primària, de bibliotecària a l'escola primària de Brooklyn, d'editora de llibres infantils a Doubleday Books for Young Readers, i finalment, d'escriptora.
El seu primer llibre va ser Cockroaches, i des de llavors ha escrit més de 250 obres de ficció i no-ficció per a infants.
De la seua col·lecció més famosa, The Magic School Bus, se n'han fet dues adaptacions animades: l'una entre el 1994 i el 1997, i l'altra des de 2017, encara en emissió. La primera d'elles es va doblar al valencià com a L'autobús màgic i s'ha emés al programa Babalà Club, a Punt 2.